# Jorge Castañeda

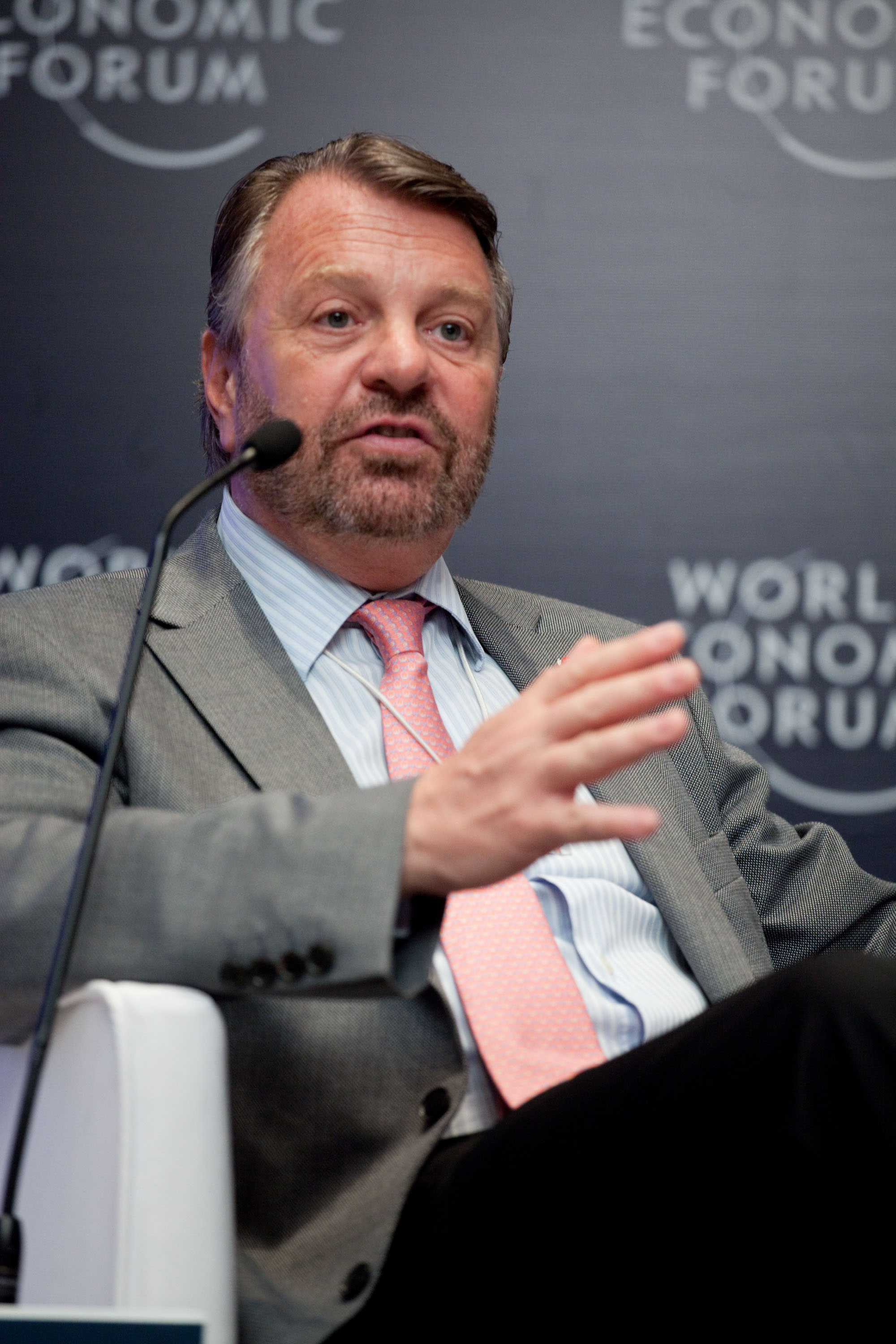
Jorge Castañeda, 2011

Jorge Germán Castañeda Gutman (* 24. Mai 1953 in Mexiko-Stadt) ist ein mexikanischer Politiker, Publizist und Wissenschaftler und ehemaliger Außenminister Mexikos.
Nach dem Baccalauréat am französischen Gymnasium in Mexiko-Stadt erwarb er einen B.A. an der Princeton University und einen Doktorgrad an der Universität von Paris (Panthéon-La Sorbonne). Er war unter anderem Dozent an der Universidad Nacional Autónoma de México, University of California, Berkeley, Princeton University, der New York University und der University of Cambridge. Er ist Verfasser mehrerer Bücher, unter anderem einer Biographie Che Guevaras und regelmäßiger Autor in der mexikanischen und internationalen Presse. 2008 wurde er mit der Aufnahme in die American Academy of Arts and Sciences geehrt.

## Familie
Castañedas Mutter Neoma Gutman stammte aus Weißrussland. Sein Vater Jorge Castañeda y Álvarez de la Rosa kam aus gutbürgerlichen Verhältnissen und war Außenminister Mexikos (1979–1982) unter José López Portillo. Über seinen Vater sagte Castañeda nach dessen Tod, er sei sehr stolz darauf, dass dieser 40 Jahre lang in mexikanischen Regierungsdiensten war, aber nie einen Cent gestohlen habe. Castañedas Eltern hatten beide auch jüdische Vorfahren. Sein Halbbruder, Andrés Rozental, ist ein hochrangiger mexikanischer Diplomat, seine Schwester Marina ist Dolmetscherin.
Castañeda war mit der Chilenin Miriam Morales verheiratet und hat einen Sohn.

## Veröffentlichungen
Seine bekanntesten Bücher sind Utopia Unarmed: The Latin American Left After the Cold War und Compañero: The Life and Death of Che Guevara, sie beschreiben die militante Linke in Lateinamerika mit einer Vielzahl von anekdotischen Details. Als auch persönlich gehaltenes Plädoyer für eine sozialdemokratische Linke in Lateinamerika und eine Abkehr von Militanz und Lagerbildung haben sie breites Interesse und Leserschaft gewonnen.
Castañeda ist regelmäßig Autor in verschiedenen internationalen Tageszeitungen.

## Politische Karriere
Castañeda war zunächst Mitglied der Partido Comunista Mexicano und war regelmäßig auf Kuba. Nach kubanischen Angaben wurde er dabei auf eigenen Wunsch in Guerilla-Kriegführung zur Anwendung in Mittelamerika ausgebildet. Er war unter anderem 1988 Berater von Cuauhtémoc Cárdenas. Später wandte er sich dem rechten Politikspektrum zu: 2000 war er Berater des neoliberalen Kandidaten Vicente Fox. 2000 bis zu seinem Ausscheiden 2003 war er Außenminister Mexikos im Kabinett Fox. Zu dem Ausscheiden trugen unter anderem Streitigkeiten über die Positionierung zu Israel und den USA bei.
Er arbeitet seitdem als Publizist und öffentlicher Redner. 2004 bewarb sich Castañeda als unabhängiger Kandidat für die Präsidentschaft Mexikos. Da in Mexiko für dieses Amt nur Bewerbungen von Parteikandidaten zugelassen werden, wurde die Bewerbung aus formalen Gründen abgewiesen. Eine Klage gegen die Nichtzulassung zur Wahl scheiterte beim mexikanischen Verfassungsgericht, der Fall ist beim Interamerikanischen Gerichtshof für Menschenrechte anhängig.
Seine besondere Herkunft, wechselnde politische Zugehörigkeiten und seine internationale akademische Karriere haben Castañeda auch zum Gegenstand verschiedener Verschwörungstheorien gemacht. Diese beziehen sich unter anderem auf seine tatsächlichen oder zugeschriebenen Geheimdiensttätigkeiten. Von 1979 bis 1985 soll er laut später deklassifizierter Dokumente der mexikanischen Sicherheitsbehörden Mitarbeiter des kubanischen Geheimdienstes gewesen sein. Seitens der Kubaner wurde dann behauptet, er sei ein Doppelagent der CIA gewesen.

## Bibliographie
- Nicaragua: Contradicciones en la Revolución. 1980.
- Los últimos capitalismos. El capital financiero: México y los „nuevos países industrializados“. 1982.
- México: El futuro en juego. 1987.
- mit Robert A. Pastor: Limits on friendship: United States and Mexico. 1989.
- La casa por la ventana. 1993.
- The Mexican Shock. 1995.
- Utopia unarmed. 1995.
- The Estados Unidos Affair. Cinco ensayos sobre un „amor“ oblicuo. 1996.
- La vida en Rojo, una biografía del Ché Guevara. 1997.
  - Deutsch: Che Guevara. Biographie. Suhrkamp, Frankfurt am Main 2003, ISBN 3-518-39411-8.
- La Herencia. Arqueología de la sucesión presidencial en México. 1999.
- Somos Muchos: Ideas para el Mañana. 2004.
- Ex Mex. (2008)
- Mañana o pasado. El misterio de los mexicanos. 2011.
- Amarres perros. Una autobiografía. Alfaguara, Mexiko 2014, ISBN 978-607-11-3538-4.
- Sólo así: Por una agenda ciudadana independiente. Barcelona 2016.